# Leck-Effekt
Der Leck-Effekt, Fenster-Effekt oder Leakage-Effekt ist ein Phänomen der Signalanalyse. Der Begriff beschreibt die Tatsache, dass sich, bedingt durch den nur endlich langen Beobachtungszeitraum eines Signals, im Rahmen von Spektralanalysen wie der Fourieranalyse in dem berechneten Frequenzspektrum auch Frequenzanteile finden, die bei einem nur theoretisch möglichen unendlich langen Beobachtungszeitraum nicht vorkämen.

## Allgemeines

Spektrale Darstellung des Leck-Effektes durch die in zweiter Zeile erfolgte zeitliche Limitierung der Sinusschwingung

Der Leck-Effekt lässt sich bei der zeitkontinuierlichen Signalanalyse grundsätzlich nicht vermeiden, da in der Realität jedes Signal einen Beginn und ein Ende aufweisen muss und zeitlich nicht unendlich lange periodisch fortgesetzt werden kann. Die Auswirkungen des Leck-Effektes lassen sich durch geeignete Methoden wie entsprechend lang gewählte Beobachtungszeiträume oder die Verwendung von speziellen, auf Fensterfunktionen basierenden Filtern minimieren. Auch bei zeitdiskreten Signalen und deren Analyse, beispielsweise im Rahmen der diskreten Fourier-Transformation, tritt der Leck-Effekt auf, kann aber in ganz bestimmten Situationen durch periodische Fortsetzung im diskreten Spektrum als Sonderfall gänzlich vermieden werden.
Ohne zeitliche Limitierung – der theoretische Fall einer unendlich lang dauernden Sinusschwingung ist in der Abbildung im oberen Fall angedeutet – resultiert bei der Berechnung des Betragsspektrums im Rahmen der Fouriertransformation im Bereich positiver Frequenzen ein Dirac-Impuls bei der Kreisfrequenz {\displaystyle \omega _{0}}. Die unendlich lange Sinusschwingung stellt ein sogenanntes Leistungssignal dar. Wird die Sinusschwingung wie in der Abbildung darunter dargestellt zu einem bestimmten Zeitpunkt eingeschaltet und danach ausgeschaltet – dieser Zeitbereich wird auch als „Beobachtungsintervall“ bezeichnet – kommt es zu einem „Verschmieren“ des Dirac-Impulses im Spektrum, was als Leck-Effekt bezeichnet wird. Die endlich lange Sinusschwingung geht durch die Anwendung einer Rechteckfunktion als Fensterfunktion in ein Energiesignal über. Die rechteckförmige Fensterfunktion ist in der Abbildung bei {\displaystyle y_{w}(t)} als grün gestrichelte Linie dargestellt.
Mathematisch stellt diese zeitliche Limitierung von Zeitsignalen eine Multiplikation mit der Fensterfunktion dar, die bis zum Beginn des Zeitfensters 0, während der Zeitfensterdauer 1 und ab dem Ende des Zeitfensters wieder 0 ist. Dies entspricht im Frequenzbereich einer Faltung des Signalspektrums mit dem Spektrum der Rechteckfunktion, die durch die si-Funktion beschrieben wird. Das Betragsspektrum ist symmetrisch bezüglich der Kreisfrequenz {\displaystyle \omega _{0}}.
Durch von der Rechteckfunktion abweichende Fensterfunktionen, mit denen das Zeitsignal im Zeitbereich multipliziert wird, kann der Leck-Effekt vermindert, jedoch nicht gänzlich vermieden werden. Dazu wird in der Fensterfunktion das Ansteigen bzw. Abfallen der Amplitude langsamer als bei der Rechteckfunktion vorgenommen, so dass das Spektrum der Fensterfunktion möglichst um {\displaystyle \omega _{0}} konzentriert ist und an den Rändern der Fensterfunktion möglichst viele Ableitungen gegen 0 gehen. Eine gebräuchliche Fensterfunktion mit geringem Leck-Effekt ist das von-Hann-Fenster. Zu beachten ist, dass zur Reduzierung des Leck-Effektes die Filterfunktion im Zeitbereich (und nicht wie sonst üblich im Spektralbereich) angewendet wird.

## Zeitdiskrete Systeme

Leck-Effekt bei zeitdiskreten Systemen

In zeitdiskreten Systemen, z. B. im Rahmen der digitalen Signalverarbeitung, tritt, bis auf einen Sonderfall, bei der Diskreten Fourier-Transformation (DFT) und den darauf aufgebauten optimierten Varianten der Schnellen Fourier-Transformation (FFT) ein Leck-Effekt infolge der Blockbildung und der damit verbundenen zyklischen Faltung auf. Dabei wird im Zeitbereich eine endliche Anzahl von diskreten Abtastwerten zur Berechnung des diskreten Spektrums herangezogen. Aufgrund des diskreten Spektrums kommt es im Zeitbereich zu einer periodischen Fortsetzung der zeitlich beschränkten Abtastwerte.
Dieser Umstand kann in dem Sonderfall einer harmonischen Schwingung, bei dem das Beobachtungsfenster ein ganzzahliges Vielfaches deren Periodendauer beträgt (d. h. die periodische Fortsetzung entspricht genau dem Signalverlauf außerhalb des Beobachtungsintervalls) ausgenutzt werden, so dass es in diesem Fall zu keinem Leck-Effekt kommt. Dieser Fall ist in nebenstehender Abbildung im oberen Bereich dargestellt. Das Beobachtungsintervall umfasst dabei exakt drei Perioden der harmonischen Signalfrequenz (hier grau gestrichelt dargestellt), die mit {\displaystyle N=8} Abtastwerten (rote Punkte) abgetastet wird. Der rechts dargestellte Betragsverlauf des diskreten Spektrums mit der Kreiswellenzahl {\displaystyle k} der DFT liefert nur eine Spektralkomponente mit einem Wert ungleich 0. Durch die zeitlich beschränkte Abtastung – dies entspricht einer Multiplikation mit einer Rechteckfunktion im Zeitbereich – tritt im Spektrum die grau gestrichelte si-Funktion auf. An den Nullstellen dieser si-Funktion liegen alle restlichen Spektralkomponenten außerhalb der Signalfrequenz. Dieser Sonderfall ist nur dann stabil zu erreichen und zu halten, wenn die Abtastfrequenz mit der Signalfrequenz synchronisiert ist.
Beträgt das Beobachtungsfenster kein ganzzahliges Vielfaches der Periodendauer – dieser Fall ist darunter abgebildet – kommt es zu einem Leck-Effekt: Das diskrete Spektrum wird über mehrere Spektralkomponenten gespreizt. Das Maximum ist im diskreten Spektrum in diesem Fall nicht direkt darstellbar, die Anteile werden quasi auf benachbarte Spektralkomponenten „verteilt“. Dieser Fall tritt auch bei allgemeinen Signalverläufen auf, welche beispielsweise aus einer beliebigen Summe verschiedener harmonischer Schwingungen gebildet werden.
Zur Reduzierung des Leck-Effektes werden bei zeitdiskreten Systemen Fensterfunktionen eingesetzt, und die abgetastete Signalfolge wird zunächst mit der Fensterfunktion, beispielsweise einer diskreten von-Hann-Fensterfunktion, multipliziert. Anschließend wird die diskrete Fourier-Transformation ausgeführt.